# Johann Sigismund Gottfried Huth
Johann Sigismund Gottfried Huth (* 2. Mai 1763 in Roßlau (Elbe); † 28. Februarjul. / 12. März 1818greg. in Dorpat) war Professor für Mathematik und Physik.
Er studierte Theologie, Mathematik und Naturkunde an der Martin-Luther-Universität Halle-Wittenberg. Zusammen mit Ernst Christoph Knorre gehörte er zu den Schülern von Wenceslaus Johann Gustav Karsten. Nach dessen Tod 1787 wurde Huth in Präsenz von Johann Christian Foerster am 9. Juli 1787 zum Dr. phil. promoviert.
1788 hielt er an der Universität Halle Privatvorlesungen über Grundlagen der Algebra nach den Lehrbüchern Karstens und wurde im Folgejahr Professor für Physik und Mathematik an der Universität in Frankfurt (Oder), wo um 1799 Heinrich von Kleist zu seinen Schülern zählte. Im Jahr 1807 nahm Huth einen Ruf an die Kaiserliche Universität Charkow in Charkiw an und war dort von 1808 bis 1811 tätig und begründete die astronomische Forschung dort. Er trat dann die Nachfolge des verstorbenen Ernst Knorre an der deutschsprachigen Universität Dorpat in Estland (Livland) an, wo Wilhelm von Struve sein Schüler und später sein Assistent am Observatorium war. Bestattet ist Huth auf dem Universitätsfeld des dortigen Raadi-Friedhofs.
Seit 1812 war Huth korrespondierendes Mitglied der Preußischen Akademie der Wissenschaften.
In Frankfurt hatte er sich um 1789 an den akustischen Experimenten von Christian Ernst Wünsch beteiligt. 1796 hatte er in J. H. Lambert: Abhandlung ueber einige akustische Instrumente. Aus dem Französischen ... nebst Zusätzen über das so genannte Horn Alexanders des Großen, über Erfahrungen mit einem elliptischen Sprachrohre ein akustisches Sprechrohr-System vorgeschlagen, dass er „der Telephon“ nannte.
Seit 1801 wandte sich Huth vermehrt der Astronomie zu. Er suchte (erfolglos) nach dem Asteroiden Ceres, stand im wissenschaftlichen Austausch mit William Herschel und bereiste England, um sich mit den dortigen Observatorien vertraut zu machen. Nach der Rückkehr aus England richtete er bei sich zu Hause in Frankfurt an der Oder ein Observatorium ein, dass er auch seinen Studenten zugänglich machte. Dort entdeckte er unter anderem drei Kometen (2P/Encke, 3D/Biela, C/1807 R1) und publizierte seine Forschungen im Berliner Astronomischen Jahrbuch. In Charkiv richtete die Universität nach Huths Plänen ein erstes Observatorium ein, das allerdings erst fertiggestellt wurde, als er nach Dorpat ging. Wegen seiner chronisch schlechten Gesundheit konnte am dortigen Observatorium keine Beobachtungen mehr durchführen.